# Harle austral
Mergus australis
Espèce
Statut de conservation UICN

 EX  : Éteint
Synonymes
- Mergellus australis

Le Harle austral (Mergus australis) est une espèce de palmipède aujourd'hui disparu qui appartenait à la famille des Anatidae et à la sous-famille des Merginae. Il vivait sur les îles Chatham.

## Habitat
Il vivait dans les zones humides terrestres des îles Chathammais mais aussi dans les milieux marins, les zones côtières ou encore les estuaires.